# VB-1 Azon
VB-1 Azon – amerykańska swobodnie spadająca bomba lotnicza kierowana radiowo z okresu II wojny światowej. Pierwsza wprowadzona do użytku amerykańska bomba kierowana.
Bomba VB-1 powstała poprzez wyposażenie bomby burzącej AN-M65 wagomiaru 1000 funtów w pojemnik mieszczący system kierowania mocowany w miejscu statecznika. Zasobnik oprócz aparatury radiowej odbierającej sygnały z nosiciela i przekazującej je do sterów mieścił lampę umożliwiającą bombardierowi obserwację spadającej bomby. Do zasobnika z aparaturą przymocowane były cztery stateczniki, których ruchome końce umożliwiały sterowanie bombą. Bomba mogła być kierowana tylko w kierunku (stąd nazwa pochodząca od słów azimuth only). Po wycelowaniu przy pomocy celownika bombardierskiego  Norden bomba była zrzucana z samolotu, a następnie bombardier obserwując lampę bomby korygował kierunek opadania bomby.
W bombie zainstalowano trzy urządzenia żyroskopowe stabilizujące jej lot.  Na ogonie bomby umieszczano flarę o mocy 600.000 kandeli ułatwiającą śledzenie jej lotu. Bateria zasilająca odbiornik radiowy o mocy 25 W i żyroskopy miała zapas energii na około trzech minut, co w zupełności wystarczało na kierowaniem lotem bomby zrzuconej z wysokości ponad 15000 stóp (ok. 4,5 km). Sekcja kierowania ważyła tylko 96 funtów, jednak ze względu na jej wymiary bomby musiały być montowane na wyrzutnikach bombowych dla większych bomb 2000 funtowych. W samolocie B-24 Liberator ograniczało to liczbę bomb do 4, okazjonalnie przenoszono jednak nawet 5 lub 6. 
Przy zrzucie z wysokości 4000 m bomby trafiały w prostokąt o wymiarach 6x60 m. Z tego powodu VB-1 nadawała się najlepiej do atakowania wąskich i długich celów takich jak mosty czy zapory wodne. Wadą była konieczność utrzymywania przez 30 s po zrzucie prostoliniowego lotu przez nosiciela bomby co zwiększało ryzyko zestrzelenia.
Pierwsza eskadra United States Army Air Forces wyposażona w samoloty Consolidated B-24 Liberator przystosowane do przenoszenia bomb VB-1 została włączona do 15 Armii Powietrznej USAAF. Pierwsze bomby zostały użyte do niszczenia w marcu 1944 roku celów we Włoszech. Później przy ich użyciu zniszczono rumuńskie śluzy na Dunaju oraz wiadukt Aviso na południu przełęczy Brenner. Druga eskadra specjalnie wyposażonych Liberatorów działała w ramach 8 Armii Powietrznej USAAF. Jej zadaniem było zwalczanie infrastruktury transportowej na terenie Francji. Zniszczyła ona most w Tours, uszkodziła siedem innych, oraz zniszczyła kilka śluz. Trzecia eskadra samolotów przystosowanych do przenoszenia bomb Azon została skierowana do Azji Południowo-Wschodniej. Zniszczyła ona ok. 150 mostów znajdujących się na terenie Birmy, najsłynniejszym celem zniszczonym przez bomby Azon był Most 272 - "Most na rzece Kwai".
Doświadczenia bojowe wykazały, że cele zostały trafione przez 25% zrzuconych bomb Azon. Ze zrzuconych bomb niekierowanych trafiło 1,7%. Pomimo tego bomby te nie cieszyły się popularnością wśród załóg bombowców ze względu na konieczność zachowania prostoliniowego lotu po zrzucie bomby. 
Pozostałe w magazynach po zakończeniu II wojny światowej bomby VB-1 zostały użyte podczas wojny koreańskiej.